# District de Santa Fé (Darién)
Pour les articles homonymes, voir District de Santa Fé.
Le district de Santa Fé est l'une des divisions qui composent la province de Darién, au Panama. Sa base juridique a été établie par la loi 57 du 14 juillet 2017, pour être créée le 2 mai 2019, cependant, en raison des objectifs électoraux recommandés par le Tribunal électoral à l'Assemblée nationale du Panama, sa création a été avancée par la loi 8 du 14 février 2018. Le district a été créé en se séparant du district de Chepigana.

## Division politico-administrative
Elle est composée de dix corregimientos :
- Agua Fría
- Cucunatí
- Río Congo
- Río Congo Arriba
- Río Iglesias
- Santa Fé
- Zapallal[4]

## Crédit d'auteurs
- (es) Cet article est partiellement ou en totalité issu de l’article de Wikipédia en espagnol intitulé « Distrito de Santa Fe (Darién) » (voir la liste des auteurs).